# پلویمتر
پلویمتر (به انگلیسی: pelvimeter) یکی از ابزارهای جراحی است که جهت اندازه‌گیری قطر لگن از آن بهره می‌گیرند.